# Істарі
́Істарі (кв. Istari, «чарівники»), або маги (англ. Wizards) — у легендаріумі Джона Роналда Руела Толкіна таку назву мали Майар, які прибули в Еріадор близько 1000 року Третьої Епохи за наказом Валар. У деяких роботах Толкін вказує, що частина магів прибула в Середзем'я ще під час Другої Епохи (див. Сині маги).
Автор часто міняв свою думку про те, чи прибули Істар усі відразу на одному кораблі, або ж вони прибули з проміжками в десятки (а то й сотні) років, тому сказати точно практично неможливо.
Істар були об'єднані в Орден Магів (кв. Heren Istarion). Точне число членів Ордена невідомо, але серед тих, хто прийшов на північ Середзем'я, головними були п'ятеро:
- Курумо (Курунір, Саруман) — Білий маг, був посланий Ауле і вважався головою Ордену.
- Алатар — Синій маг, був посланий Ороме.
- Айвенділ (Радагаст) — Бурий маг, був узятий в допомогу Курумо на прохання Йаванни.
- Палландо — Синій маг, друг Алатара, був узятий ним собі в допомогу.
- Олорін (Гендальф, Мітрандір) — Сірий (згодом — Білий) маг, служитель Нієни, був посланий Манве.